# Parque Quase-Nacional Okinawa Senseki
O Parque Quase-Nacional Okinawa Senseki é um parque quase-nacional localizado na prefeitura japonesa de Okinawa. Estabelecido em 15 de maio de 1972, tem uma área de 3 127 hectares.